# Rocky Nyikeine
Patrick "Rocky' Nyikeine (Numeá, 26 de maio de 1992) é um futebolista neocaledônio que atua como goleiro. Atualmente, defende o Hienghène Sport.

## Carreira
Iniciou a carreira de jogador em 2011, no Gaïtcha, vencendo a Copa da Nova Caledônia no mesmo ano. Em 6 temporadas, conquistou o Campeonato Neocaledônio em 2013. Em 2017, foi para o Hienghène Sport, onde foi campeão neocaledônio em 2019, além do título da Liga dos Campeões da OFC de 2019, que garantiu a participação da equipe para o Mundial de Clubes disputado no Catar.

## Seleção Neocaledônia
Convocado desde 2011 para a Seleção Neocaledônia, Nyikeine fez sua estreia contra Tuvalu, em partida válida pelos Jogos do Pacífico, que terminou em 8 a 0 para o território ultramarino francês. Fez parte do elenco que disputou a Copa das Nações da OFC de 2012, sendo vice-campeão. Desde então, o goleiro participou de 21 jogos.

## Títulos
Gaitcha
- Copa da Nova Caledônia: 1 (2011)
- Campeonato Neocaledônio: 1 (2013)

Hienghène Sport
- Campeonato Neocaledônio: 1 (2019)
- Liga dos Campeões da OFC: 1 (2019[2])

## Links
- Rocky Nyikeine em National-Football-Teams.com